# Pseudocrangonyx bohaensis
Pseudocrangonyx bohaensis is een vlokreeftensoort uit de familie van de Pseudocrangonyctidae. De wetenschappelijke naam van de soort is voor het eerst geldig gepubliceerd in 1927 door Derzhavin.